# قلعه بلاله
قلعه بلاله مربوط به دوره اشکانیان - دوره ساسانیان است و در شهرستان گیلانغرب، بخش گواور، دهستان گواور، ۱/۲ کیلومتری جنوب غربی روستای چاله و وارگه واقع شده و این اثر در تاریخ ۱۸ اسفند ۱۳۸۷ با شمارهٔ ثبت ۲۴۸۰۶ به‌عنوان یکی از آثار ملی ایران به ثبت رسیده است.